# 斯蒂芬尼·克雷默
斯蒂芬尼·克雷默 （英語：Stepfanie Kramer，1956年8月6日—）美国女演員，曾主演《神探亨特》，是首位最多獲得「第一美國藝術獎」的得獎者，一共是三次，分別是1995、2002以及2003年，也曾於1988年被國家電視頻道的民意票選是最美麗的女人的其中一位。克雷默為了電視台，默默地撰寫專題及報導其內容，私底下是一名歌手。

## 生平事蹟
克雷默生於洛杉磯，其母親那邊有著美洲原住民的血統。其父親是一名古典音樂訓練有成的小提琴家，其母親是一名超級時尚的模特兒，兩位同樣也可成為藝術家。